# Aphis dianthiphaga
Aphis dianthiphaga är en insektsart som beskrevs av Pashtshenko 1993. Aphis dianthiphaga ingår i släktet Aphis och familjen långrörsbladlöss. Inga underarter finns listade i Catalogue of Life.